# Agrypnia varia
Agrypnia varia is een schietmot uit de familie Phryganeidae. De soort komt voor in het Palearctisch gebied.